# Jacksonburg (Ohio)
Jacksonburg es una villa ubicada en el condado de Butler en el estado estadounidense de Ohio. En el Censo de 2010 tenía una población de 63 habitantes y una densidad poblacional de 1.216,22 personas por km².

## Geografía
Jacksonburg se encuentra ubicada en las coordenadas 39°32′18″N 84°30′12″O / 39.53833, -84.50333. Según la Oficina del Censo de los Estados Unidos, Jacksonburg tiene una superficie total de 0.05 km², de la cual 0.05 km² corresponden a tierra firme y (0%) 0 km² es agua.

## Demografía
Según el censo de 2010, había 63 personas residiendo en Jacksonburg. La densidad de población era de 1.216,22 hab./km². De los 63 habitantes, Jacksonburg estaba compuesto por el 90.48% blancos, el 0% eran afroamericanos, el 4.76% eran amerindios, el 0% eran asiáticos, el 0% eran isleños del Pacífico, el 0% eran de otras razas y el 4.76% pertenecían a dos o más razas. Del total de la población el 0% eran hispanos o latinos de cualquier raza.